# Saïd Aouita
Saïd Aouita —àrab: سعيد عويطة, Saʿīd ʿAwīṭa— (Kenitra, 2 de novembre, 1959) és un ex atleta marroquí especialista en mig fons i fons.
La seva gran prova eren els 1500 metres llisos però, en canvi, assolí els seus majors èxits en altres proves atlètiques, com els 800 metres o els 5000 metres.

## Palmarès i distincions
- Jocs Olímpics:  or a Los Angeles 1984 (5000m) i  bronze a Seül 1988 (800m)
- Campionats del Món:  or a Roma 1987 (5000m) i  bronze a Helsinki 1983 (1500m)
- Campionats del Món Indoor:  or a Budapest 1989 (3000m)
- Va batre cinc rècords del món (1500m (3.29:45), 2000m (4.50:80), 3000m (7.29:46) i dos cops 5000m (13.00:40) i (12.58:58))
- Millor atleta de l'any 1985
- Guanyador del Jess Owens Trophy el 1986
- 44 victòries consecutives en curses internacionals de 800m a 10000m en menys de 26 mesos
- 3 cops guanyador de la final del Grand Prix (800m, 1500m, i 5000m)
- Honorat per la IAAF al mèrit esportiu el 2001

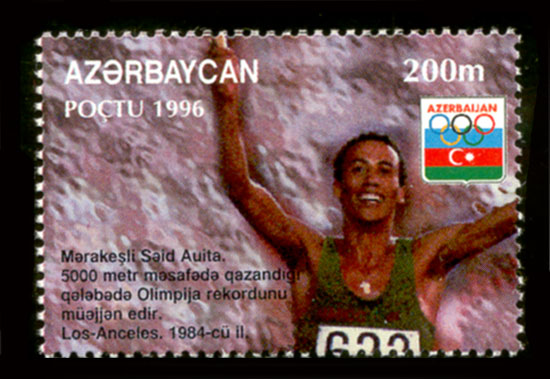
Segell de Saïd Aouita als Jocs Olímpics de 1984.